# Botrychium chamaeconium
Botrychium chamaeconium là một loài dương xỉ trong họ Ophioglossaceae. Loài này được Bitter & Hieron. mô tả khoa học đầu tiên năm 1900.